# Norman Demuth
Norman Demuth född 15 juli 1898 i South Croydon, död 21 april 1968 i Chichester, var en engelsk kompositör och musikvetare.
Demuth studerade en tid vid Royal College of Music, men var till stor del självlärd. Han var intresserad av fransk musik och skrev flera böcker om franska kompositörer såsom Cesar Franck, Paul Dukas, Albert Roussel, Charles Gounod och Maurice Ravel samt om fransk opera.
Från 1930 undervisade han vid Royal Academy of Music och senare vid University of Durham.